# Lienardia fatima
Lienardia fatima é uma espécie de gastrópode do gênero Lienardia, pertencente a família Clathurellidae.